# You've Come a Long Way, Baby
Pour les articles homonymes, voir Right Here, Right Now.
Albums de Fatboy Slim
On the Floor at the Boutique
(1998) Halfway Between the Gutter and the Stars
(2000)
You've Come a Long Way, Baby est le 2e album solo de Fatboy Slim, sorti en octobre 1998 (auto-production).
C'est l'album qui le fait connaître au grand public, avec des chansons souvent utilisées dans les publicités.
Le titre de l'album est aussi le slogan de la marque de cigarettes Virginia Slims.

## Chansons de l'album
| 1.    | Right Here, Right Now     | 5:45 |
| 2.    | The Rockafeller Skank     | 6:51 |
| 3.    | Fucking in Heaven         | 3:53 |
| 4.    | Gangster Tripping         | 5:18 |
| 5.    | Build It Up, Tear It Down | 5:03 |
| 6.    | Kalifornia                | 5:51 |
| 7.    | Soul Surfing              | 4:54 |
| 8.    | You're Not from Brighton  | 5:19 |
| 9.    | Praise You                | 5:21 |
| 10.   | Love Island               | 5:16 |
| 11.   | Acid 8000                 | 4:26 |
| 57:57 |                           |      |

## À noter
Il existe deux pochettes d'album :
- En Amérique du Nord, où l'image de la pochette est une bibliothèque.
- Dans le reste du monde, où l'image de la pochette est un homme obèse avec un T-shirt marron sur lequel il est écrit "I'm #1 so why try harder" et un jean bleu.

## Utilisations

### Jeux vidéos
- Soul Surfing et Love Island sont présents dans Rollcage.
- Acid 8000 est présent dans Mad Dash Racing
- The Rockafeller Skank est présente dans FIFA 99.